# Fábio Júnior
Fábio Júnior Pereira est un footballeur brésilien né le 20 novembre 1977.